# María Luisa Palop
María Luisa Palop (Benissa, 1900 - 1973) va ser una pintora valenciana.
Es va sentir atreta pel paisatge mediterrani i de la comarca de la Marina, reproduint amb tècnica impressionista el penyal d'Ifac i la muntanyes de la serra d'Aitana i Puig Campana i paisatges i escenes tradicionals. En la seua obra hi ha influències de l'impressionisme local amb el esquematisme i la simplicitat del modernisme.
María Luisa va estudiar en la Reial Acadèmia de Belles Arts de Sant Carles de València als anys 20. Deixebla del pintor Ramon Stolz participà en diverses exposicions col·lectives del Cercle de Belles arts i la Sala Blava. En 1926 va obtenir un premi extraordinari a l'Exposició del Cercle de Belles Arts per un tapís pintat, còpia d'una Madonna de Rafael. L'any 1932 va presentar l'obra Flores y frutas a l'Exposición Nacional de Bellas Artes de Madrid i el 1933 va formar part de la I Exposició d'artistes valencians reunits que es va fer a les Galeries Empòrium de Barcelona. El 1934 va presentar l'obra Cactus en l'Exposició Nacional de Belles Arts, que va il·lustrar el catàleg del certamen. Hi va participar de nou en la primera edició després de la Guerra Civil, l'any 1941, amb una natura morta de flors i fruites, junt amb altres pintores com Julia Minguillon (que va obtenir la primera medalla), Marisa Roesset (medalla de segona classe), María Revenga, María del Carmen Corredoyra, Carlota Fereal i Rosario de Velasco. El 1945 participa en l'exposició organitzada per Lo Rat Penat, Pintores Valencianes.
Actualment, moltes de les seues obres pertanyen a col·leccions privades i museus en diversos països del món.